# 440
440（四百四十、よんひゃくよんじゅう）は自然数、また整数において、439の次で441の前の数である。

## 性質
- 440は合成数であり、約数は 1, 2, 4, 5, 8, 10, 11, 20, 22, 40, 44, 55, 88, 110, 220, 440 である。
  - 約数の和は1080。
    - 105番目の過剰数である。1つ前は438、次は444。
- 116番目のハーシャッド数である。1つ前は432、次は441。
  - 8を基としたときの5番目のハーシャッド数である。1つ前は224、次は512。
- 440 = 102 + 122 + 142
  - 3連続偶数の平方和で表せる数である。1つ前は308、次は596。
  - 440 = 22 + 62 + 202 = 42 + 102 + 182 = 102 + 122 + 142
    - 3つの平方数の和3通りで表せる63番目の数である。1つ前は438、次は443。(オンライン整数列大辞典の数列 A025323)
    - 異なる3つの平方数の和3通りで表せる40番目の数である。1つ前は430、次は453。(オンライン整数列大辞典の数列 A025341)
- 素数の総和で表せる17番目の数である。1つ前は381、次は501。
440 = 2 + 3 + 5 + 7 + … + 59
- 440 = 23 + 33 + 43 + 53 + 63
  - 5連続整数の立方和で表せる数である。1つ前は225、次は775。
- 4402 + 1 = 193601 であり、n2 + 1 の形で素数を生む63番目の数である。1つ前は436、次は444。(オンライン整数列大辞典の数列 A005574)
- 約数の和が440になる数は2個ある。(327, 439) 約数の和2個で表せる35番目の数である。1つ前は416、次は444。
- 各位の和が8になる35番目の数である。1つ前は431、次は503。
- 440 = 212 − 1
  - n = 2 のときの 21n − 1 の値とみたとき1つ前は20、次は9260。
  - n = 21 のときの n2 − 1 の値とみたとき1つ前は399、次は483。(オンライン整数列大辞典の数列 A005563)
- 440 = 9 × 72 − 1
  - n = 7 のときの 9n2 − 1 の値とみたとき1つ前は323、次は575。(オンライン整数列大辞典の数列 A136016)
- 440 = 23 + 63 + 63
  - 3つの正の数の立方数の和1通りで表せる58番目の数である。1つ前は434、次は459。(オンライン整数列大辞典の数列 A025395)
- n = 440 のとき n と n + 1 を並べた数を作ると素数になる。n と n + 1 を並べた数が素数になる55番目の数である。1つ前は438、次は446。(オンライン整数列大辞典の数列 A030457)
- 440 = 23 × 5 × 11
  - 3つの異なる素因数の積で p3 × q × r の形で表せる9番目の数である。1つ前は408、次は456。(オンライン整数列大辞典の数列 A189975)
  - 440 = 4 × 5 × 22
    - n = 4 のときの n(n + 1)(n2 + n + 2) の値とみたとき1つ前は168、次は960。(オンライン整数列大辞典の数列 A247727)
- 440 = 83 − 82 − 8
  - n = 8 のときの n3 − n2 − n の値とみたとき1つ前は287、次は639。(オンライン整数列大辞典の数列 A152015)
- 440 = 10 × 11 × 12/3
  - n = 10 のときの n(n + 1)(n + 2)/3 の値とみたとき1つ前は330、次は572。(オンライン整数列大辞典の数列 A007290)
    - {\displaystyle 440=\sum _{k=1}^{10}k(k+1)}

## その他 440 に関連すること
- 西暦440年
- 紀元前440年
- インテル チップセットの一つ440ファミリ、Pentium ProからPentium IIIの世代で用いられた。
- ピアノは一点イ音を440Hzとし、これを基準に調律する場合が多い（A440）。